# Philine complanata
Philine complanata is een slakkensoort uit de familie van de Philinidae. De wetenschappelijke naam van de soort is voor het eerst geldig gepubliceerd in 1897 door Watson.